# Конвой H-8
Конвой H-8 — японський конвой часів Другої світової війни, проведення якого відбувалось у грудні 1943-го.
H-8 належав до серії конвоїв, які в 1943—1944 роках ходили між важливим транспортним хабом у Манілі та островом Хальмахера зі складу Молуккського архіпелагу (північний схід Нідерландської Ост-Індії), який, зокрема, відігравав важливу роль у постачанні японських сил на заході Нової Гвінеї.
До складу конвою, що вийшов з Маніли 7 грудня, увійшли транспорти «Чука-Мару», «Тамхоко-Мару», «Р'юйо-Мару» (Ryuyo Maru) та «Тохо-Мару» тоді як охорону забезпечував торпедний човен «Хаябуса». Є відомості, що на другій ділянці маршруту додаткову охорону забезпечував мисливець за підводними човнами CH-39, що станом на 7 грудня перебував на Палау (важливий транспортний хаб на заході Каролінських островів).
Хоча маршрут конвою пролягав через кілька районів, де традиційно патрулювали ворожі підводні човни, цього разу операція пройшла без інцидентів і 12 грудня японський загін досягнув затоки Кау на острові Хальмахера.